# Argyrostachys splendens
Argyrostachys splendens är en amarantväxtart som beskrevs av Lopr. Argyrostachys splendens ingår i släktet Argyrostachys och familjen amarantväxter. Inga underarter finns listade i Catalogue of Life.